# Pterophorus argutus
Pterophorus argutus is een vlinder uit de familie vedermotten (Pterophoridae). De wetenschappelijke naam van de soort is voor het eerst geldig gepubliceerd in 1926 door Edward Meyrick.